# Jaguar E-Pace
Jaguar E-Pace – samochód osobowy typu SUV klasy kompaktowej produkowany pod brytyjską marką Jaguar w latach 2017–2024.

## Historia i opis modelu

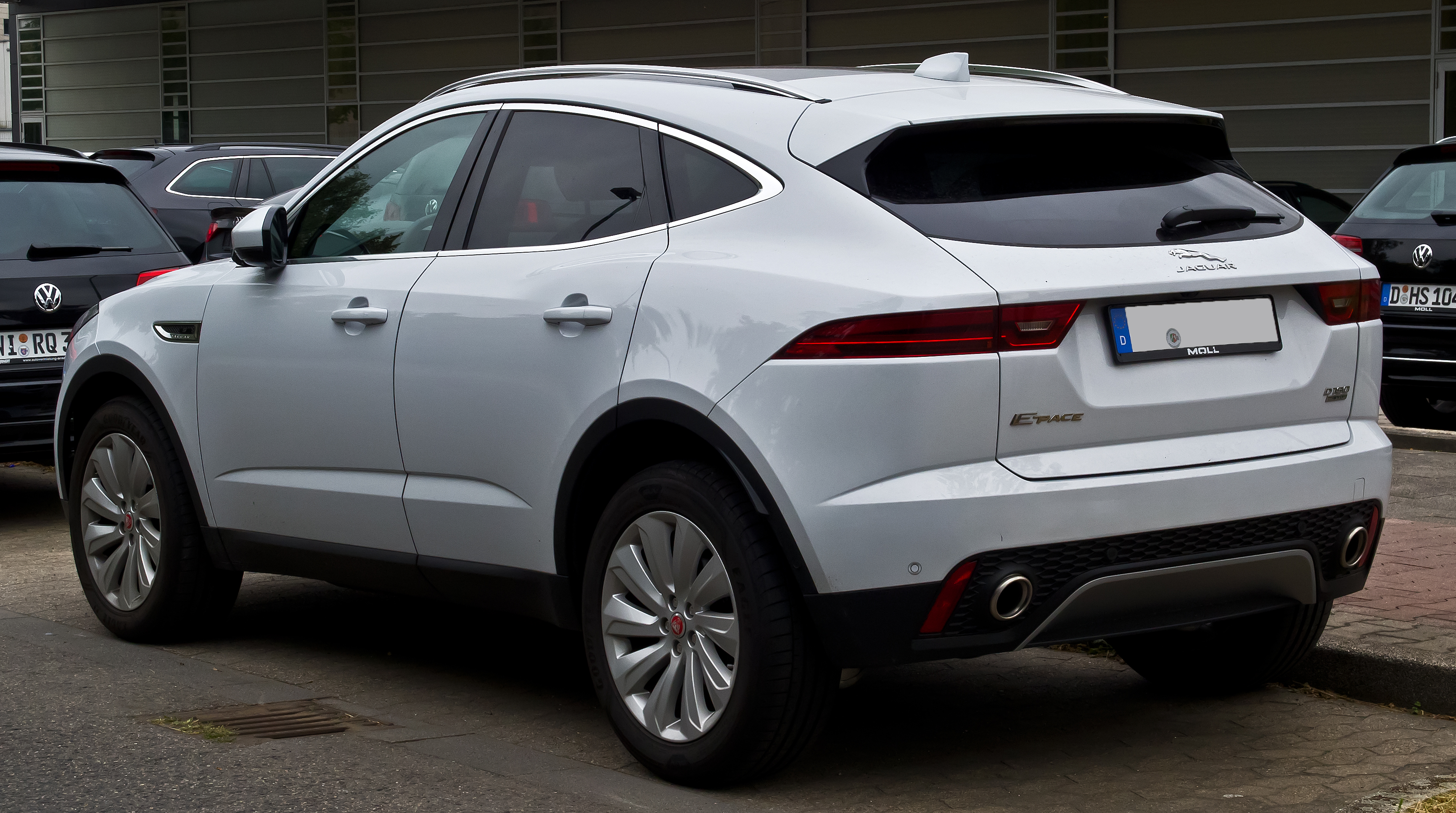
Jaguar E-Pace – tył

Na rynku zadebiutował w czwartym kwartale 2017 roku, zaś polska premiera tego modelu miała miejsce na początku 2018 roku. E-Pace został zbudowany na zmodyfikowanej płycie podłogowej Range Rovera Evoque i produkowany jest w fabryce Magna-Steyr w Grazu, w Austrii. W wersji bazowej E-Pace posiada napęd na oś przednią. Wyższe wersje silnikowe w standardzie oferowane są z napędem 4x4.